# Німецька імперія (1871—1945)
52°31′12″ пн. ш. 13°22′30″ сх. д. / 52.52° пн. ш. 13.375° сх. д.

Третій рейх (1919—1937 рр.)

Німе́цька імпе́рія або Німецький Райх (нім. Deutsches Reich) — конституційна назва одної з держав на теренах сучасної Німеччини в 1871—1945 роках, попередник ФРН, НДР і Австрії поряд з Австрійською імперією, частина областей увійшла до складу Польщі і Російської Радянської Федеративної Соціалістичної Республіки у складі Радянського Союзу (Калінінградська область). Слово «рейх» має кілька перекладів, зокрема, «держава», «імперія», «царство».[джерело?]
В історіографії цей період часу прийнято ділити на три періоди:
- Перший рейх або священна Римська імперія (962—1806)
- Другий рейх або кайзерівська Німеччина (1871—1918)
- Третій рейх або нацистська Німеччина (1933—1945)

Іноді також одним з німецьких рейхів називають державу, що виникла в результаті поразки німців у Першій світовій війні:
- Веймарська республіка або веймарська Німеччина (1918—1933)

Назва Deutsches Reich було офіційно оголошено 18 січня 1871 року у Версалі Отто фон Бісмарком і Вільгельмом I Гогенцоллерном. Після приєднання Австрії до Німеччини 12-13 березня 1938 року поряд з офіційною назвою «Німецький рейх» стало використовуватися «Великий німецький рейх» або «Великонімецький рейх». Згідно з розпорядженням начальника Імперської канцелярії Ганса Генріха Ламмерса від 26 червня 1943 року («Der Erlass RK 7669 E des Reichsministers und Chefs der Reichskanzlei») назва «Великий німецький рейх» (нім. Großdeutsches Reich) в офіційних документах стала обов'язковою.
Німецький рейх припинив своє існування в травні 1945 року, після поразки у Другій світовій війні.

## Глави держав
| Правитель                           | Роки життя                          | Титул                               | Правив з                            | по                                  | Орел (гербова емблема)              |
| Священна Римська імперія (962—1806) | Священна Римська імперія (962—1806) | Священна Римська імперія (962—1806) | Священна Римська імперія (962—1806) | Священна Римська імперія (962—1806) | Священна Римська імперія (962—1806) |
| ----------------------------------- | ----------------------------------- | ----------------------------------- | ----------------------------------- | ----------------------------------- | ----------------------------------- |
| Список                              |                                     |                                     |                                     |                                     |                                     |
| Карл I Великий (перший)             | 748-814                             | Імператор                           | 800                                 | 814                                 |                                     |
| Франц II (останній)                 | 1768-1835                           | Імператор                           | 5 липня 1792                        | 6 серпня 1806                       |                                     |
| Німецька імперія (1871—1918)        |                                     |                                     |                                     |                                     |                                     |
| Вільгельм I                         | 1797-1888                           | Кайзер                              | 18 січня 1871                       | 9 березня 1888                      |                                     |
| Фрідріх III                         | 1831-1888                           | Кайзер                              | 9 березня 1888                      | 15 червня 1888                      |                                     |
| Вільгельм II                        | 1859-1941                           | Кайзер                              | 15 червня 1888                      | 18 листопада 1918                   |                                     |
| Великонімецька імперія (1933—1945)  |                                     |                                     |                                     |                                     |                                     |
| Адольф Гітлер                       | 1889-1945                           | Фюрер                               | 2 серпня 1934                       | 30 квітня 1945                      |                                     |
| Карл Деніц                          | 1891-1980                           | Рейхспрезидент                      | 30 квітня 1945                      | 23 травня 1945                      |                                     |

## Населення
Таблиця показує населення Німецької імперії між 1871 і 1939 роками. Дані використовують результати перепису населення у відповідні роки. Дані для 1939 року на 31 грудня 1937 року. 
| Рік  | Населення  | Щільність (ос./км²) |
| ---- | ---------- | ------------------- |
| 1871 | 41 059 000 | 76                  |
| 1880 | 45 234 000 | 84                  |
| 1890 | 49 428 000 | 91                  |
| 1900 | 56 367 000 | 104                 |
| 1910 | 64 926 000 | 120                 |
| 1925 | 62 411 000 | 133                 |
| 1933 | 62 218 000 | 139                 |
| 1939 | 69 314 000 | 147                 |